# Wattrelos
Wattrelos (niederländisch: Waterlo) ist eine französische Stadt im Arrondissement Lille, im Département Nord und in der Region Hauts-de-France. Das Stadtgebiet ist 1362 Hektar groß und hat 40.881 Einwohner (Stand 1. Januar 2022).

## Lage
Die Stadt Wattrelos liegt in der dicht besiedelten Métropole Européenne de Lille und an der Grenze zu Belgien. Angrenzende Städte sind in Frankreich Tourcoing, Roubaix und Leers, in Belgien Mouscron und Estaimpuis.  In diesem Bereich folgt die französisch-belgische Grenze häufig innerörtlichen Straßen und verläuft durch Gärten und dicht besiedeltes Gebiet. Durch das Stadtgebiet von Wattrelos verläuft der Canal de Roubaix.

## Geschichte
1030 wurde der Name „Wattrelos“ urkundlich das erste Mal erwähnt. Am 27. Dezember 1566 kam es vor den Toren der Stadt zum Massaker an den flämischen „Geusen“ durch die Truppen des Herzogs von Alba, an welches bis heute das Fest „Fête des Berlouffes“ jedes zweite Wochenende im September erinnert. Die Pest wütete 1646 in Wattrelos. Aus dem Jahr 1777 stammte der „Rapport de Turgot“ über die Freiheit der Herstellung der Textilien. Die Grundsteinlegung des Krankenhauses fiel auf das Jahr 1895, das Rathaus wurde 1911 errichtet.

## Bevölkerungsentwicklung
| Jahr                       | 1962   | 1968   | 1975   | 1982   | 1990   | 1999   | 2011   | 2021   |
| -------------------------- | ------ | ------ | ------ | ------ | ------ | ------ | ------ | ------ |
| Einwohner                  | 41.319 | 43.754 | 45.440 | 44.626 | 43.675 | 42.753 | 41.538 | 40.836 |
| Quellen: Cassini und INSEE |        |        |        |        |        |        |        |        |

## Sehenswürdigkeiten
- mehrere Kirchen
- Kunstmuseum

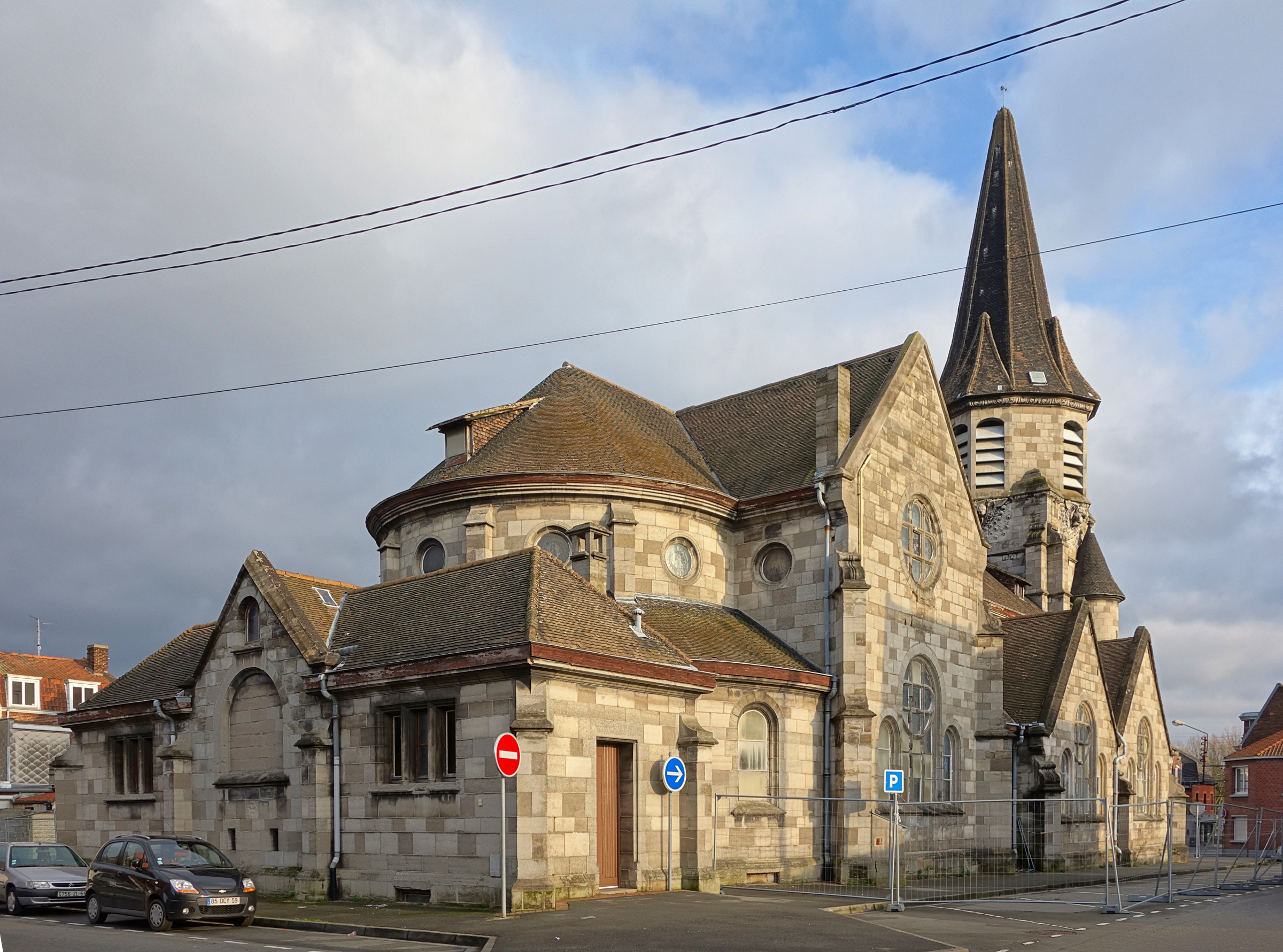
Kirche Sainte-Thérèse
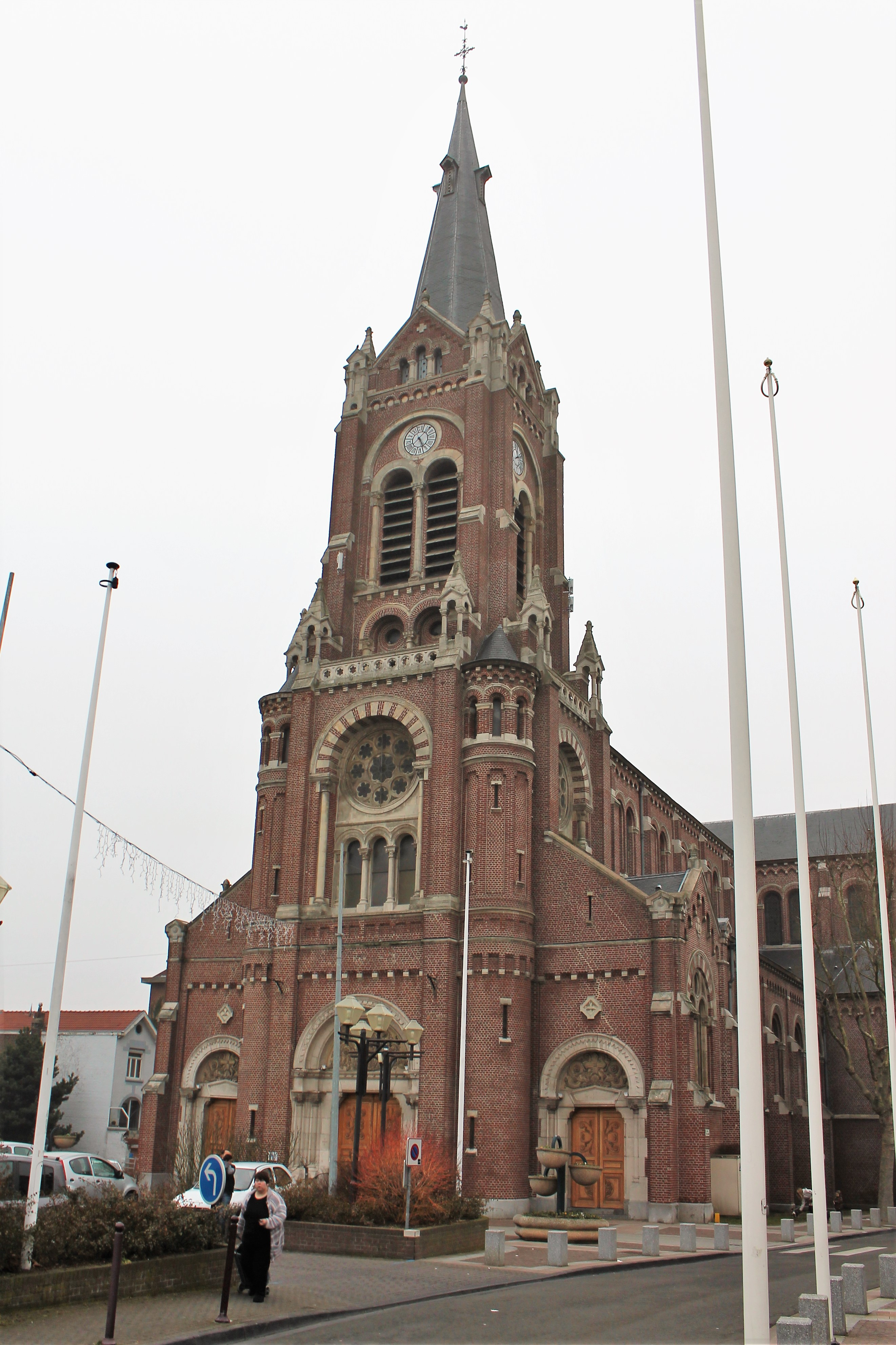
Kirche Saint-Maclou
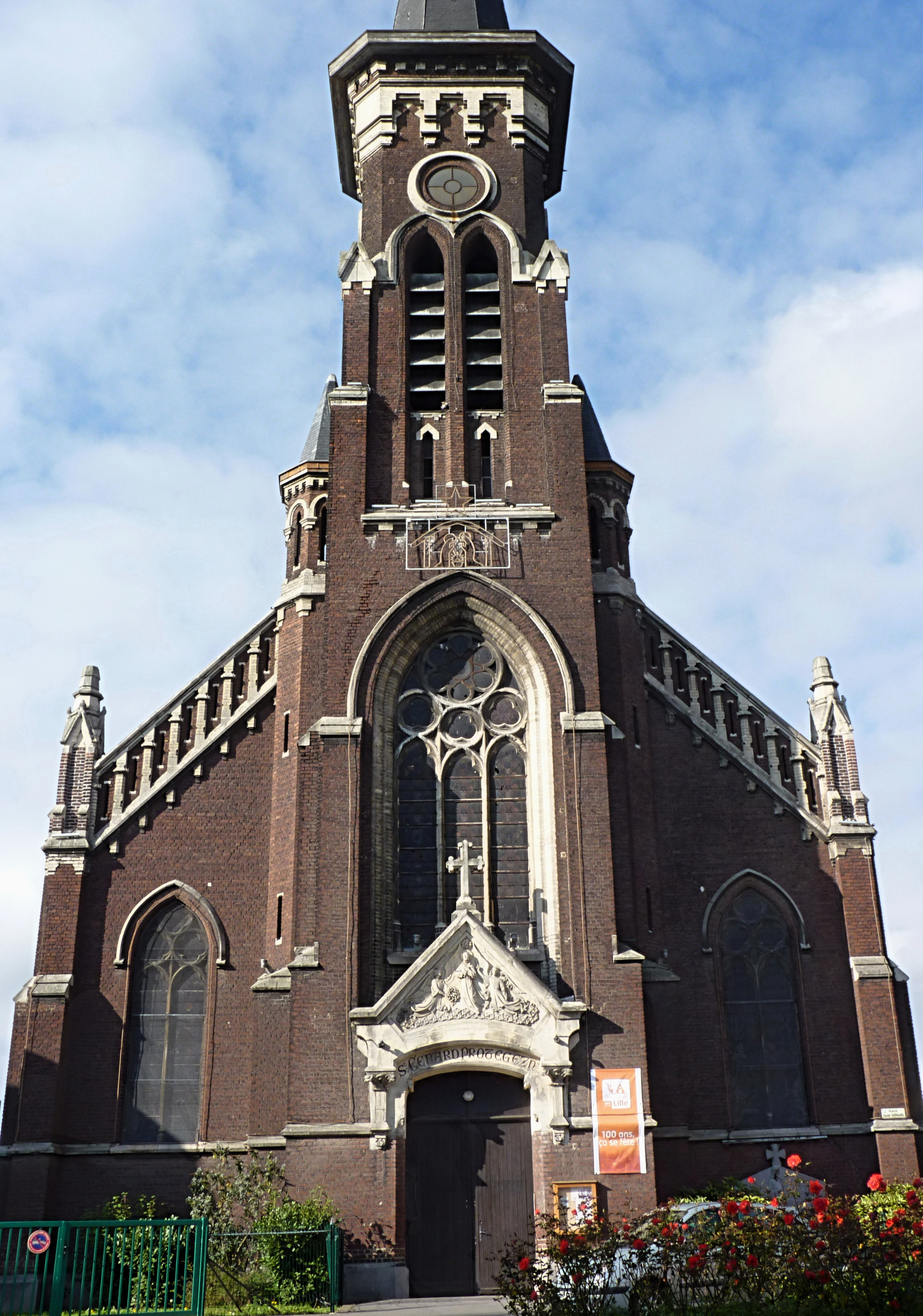
Kirche Saint-Gérard
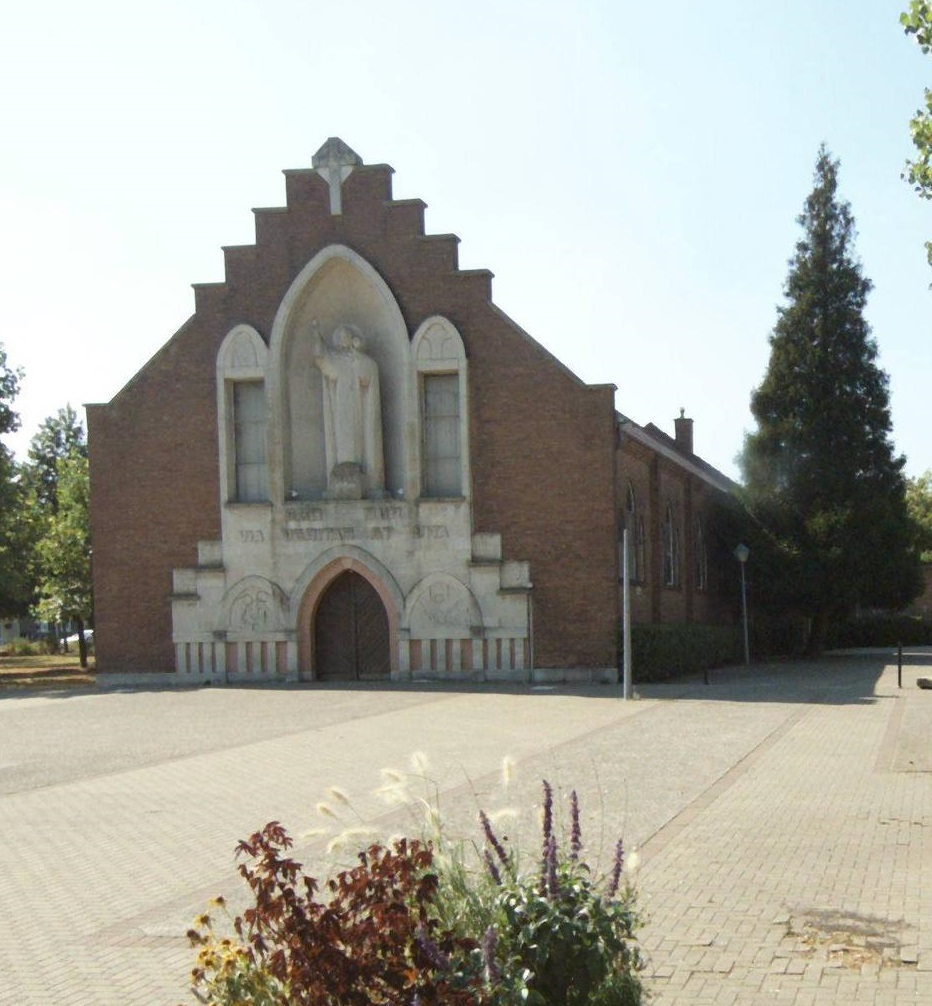
Christkönig-Kirche
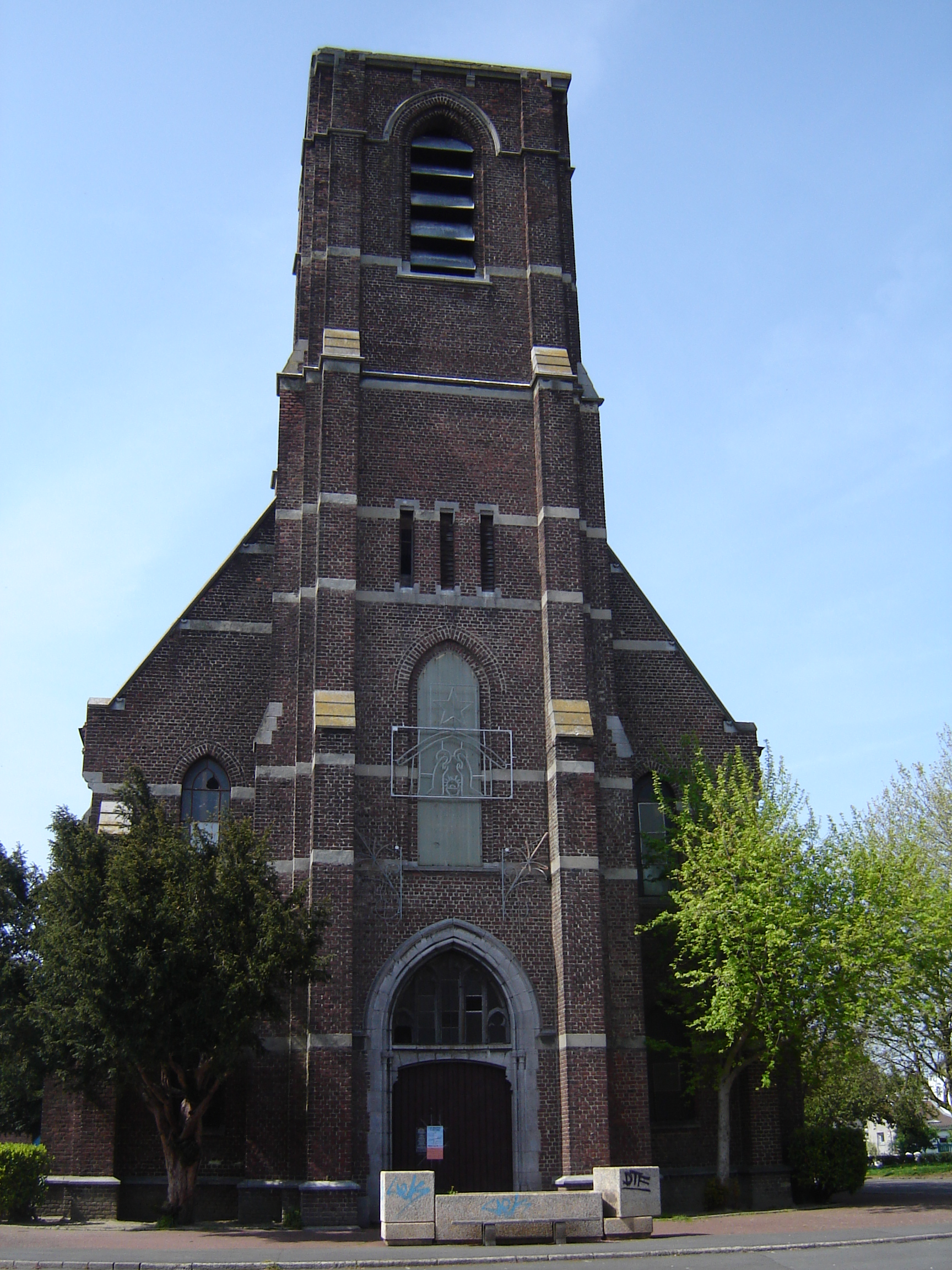
Kirche Notre-Dame-du-Bon-Conseil
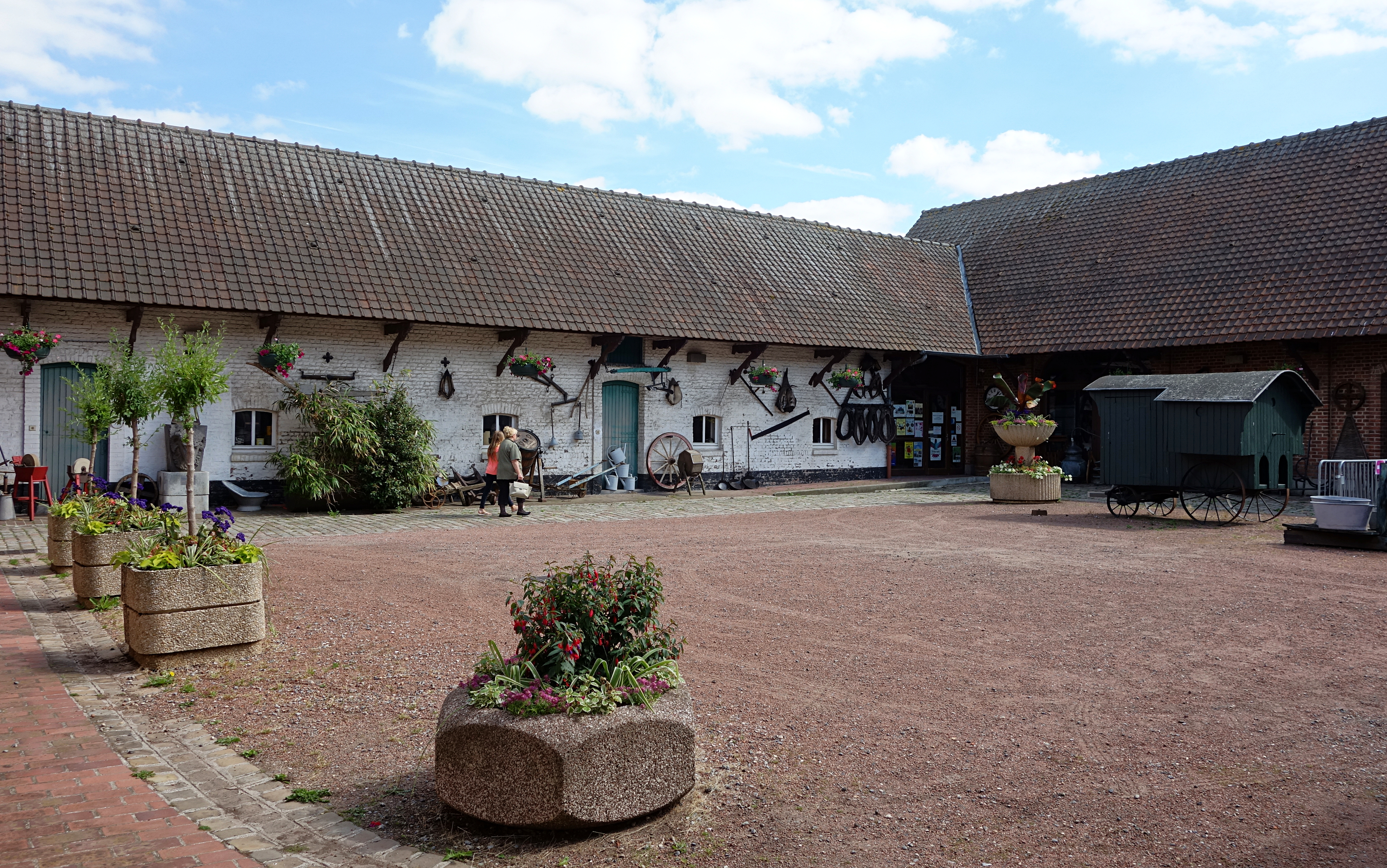
Kunstmuseum
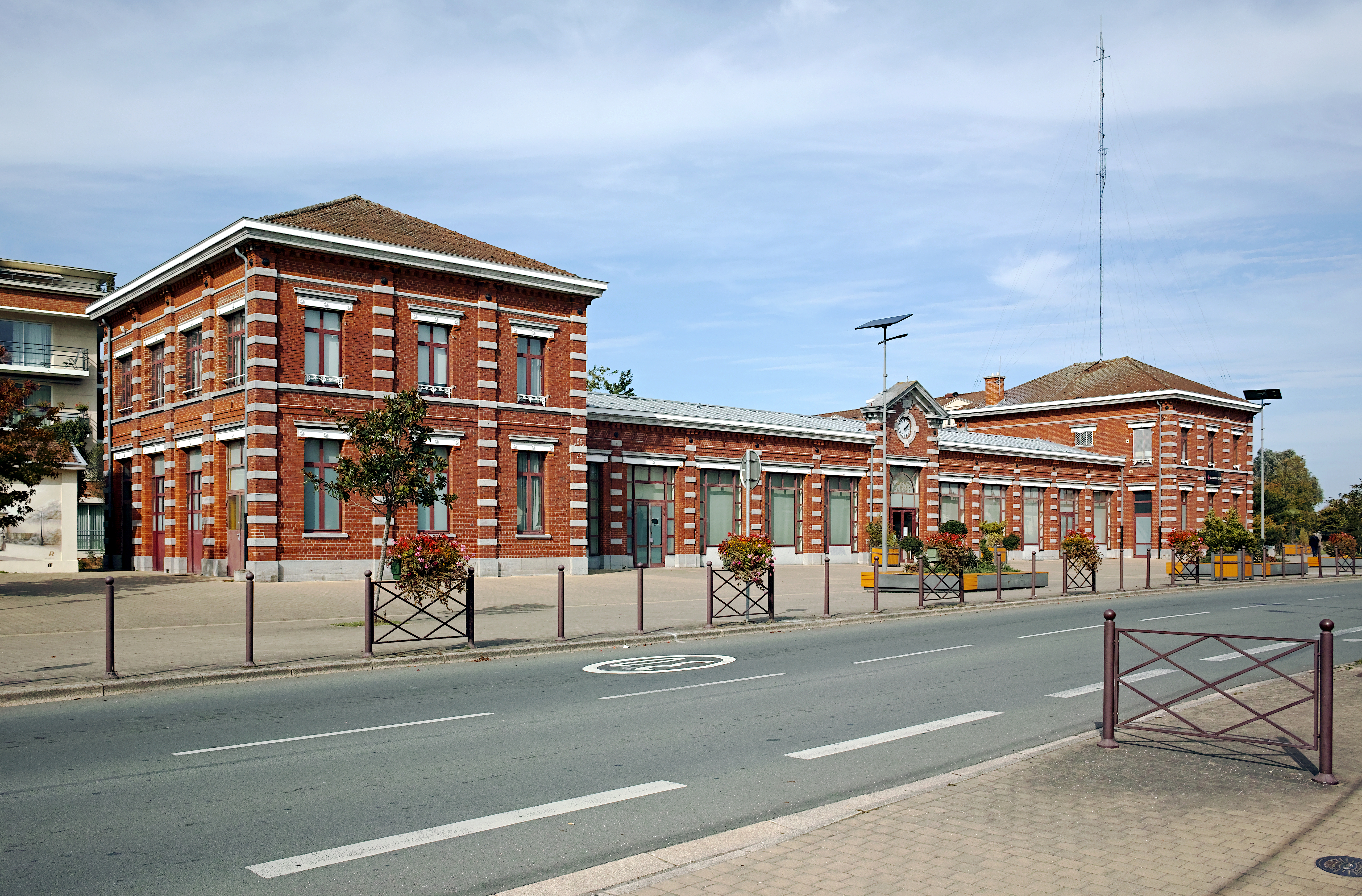
Bahnhof

## Partnerstädte
Wattrelos hat eine polnische, eine portugiesische und zwei deutsche Partnerstädte: Eschweiler seit 1973, Guarda seit 1990, Köthen sowie Siemianowice Śląskie jeweils seit 1993. Es gibt in Wattrelos einen „Square d’Eschweiler“. Eschweiler hat wiederum eine „Rue de Wattrelos“ an der Autobahnauffahrt zur A 4 und Köthen kennt einen „Wattrelos-Ring“ im Gewerbegebiet West.

## Persönlichkeiten
- Charles Crupelandt (1886–1955), Radrennfahrer
- Joseph Vandaele (1889–1948), belgischer Radrennfahrer
- Charles Deruyter (1890–1955), belgischer Radrennfahrer
- Hector Tiberghien (1890–1951), belgischer Radrennfahrer
- Stéphanie Loeuillette (* 1992), Tischtennisspielerin